# فهرست محصولات گوگل

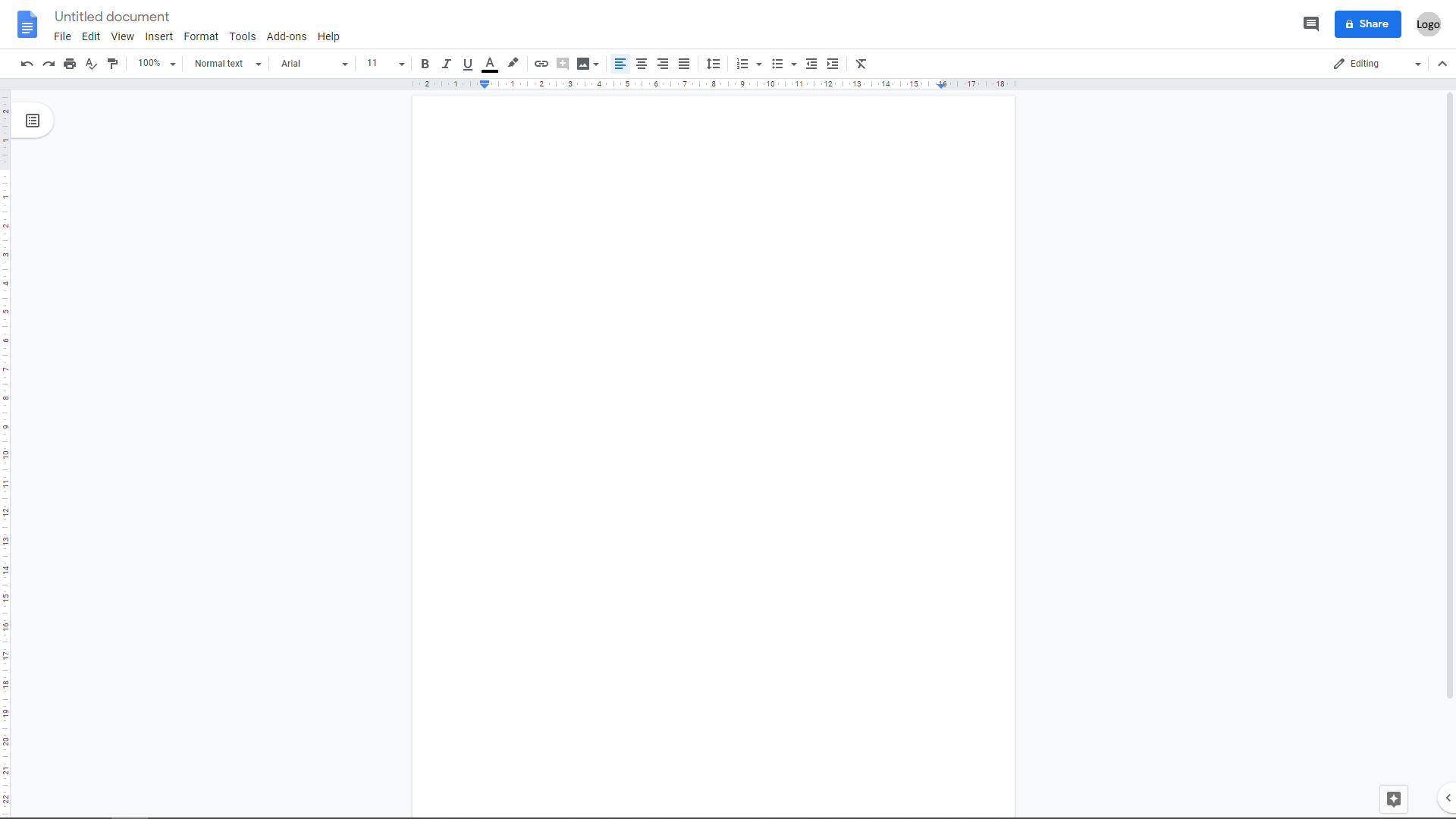
فهرست محصولات گوگل

فهرستی از کامل‌ترین ابزارهای گوگل (Google)

## تراشه
تراشهٔ گوگل تنسور اولین تراشهشرکت که بر روی گوشی هایپیکسل ۶وپیکسل ۶ پرو قرار دارند

## ابزارهای جستجو
- جستجوگر گوگل
- جستجوی تصاویر گوگل
- جستجوی ویدیوی گوگل
- گوگل نیوز
- رتبه صفحه
- بهینه‌سازی موتور جستجو
- گروه‌های گوگل
- گوگل بوکز – سرویسی که امکان جستجوی تمام‌متن کتاب‌ها را به کاربران می‌دهد. البته میزان نمایش متن کتاب‌ها به قرارداد گوگل با ناشران بستگی دارد.
- ترجمه‌گر گوگل
- گوگل اسکالر – سرویسی برای جستجو در منابع دانشگاهی و آکادمیک
- پیشنهاد گوگل (Google Suggest) خدمتی‌است که گوگل با آن به کاربر اجازه می‌دهد در زمانی که آغاز به تایپ در جعبه جست و جو گوگل می‌نماید، حدس می‌زند وی قصد جست و جوی چه کلماتی را دارد و آنها را پیشنهاد می‌کند.

## خدمات تبلیغاتی
- ادموب
- گوگل ادسنس
- ادوردز
- دابل‌کلیک
- گوگل آنالیتیکس
- گوگل چک‌اوت
- گوگل افیس
- گوگل والت

## ابزار و خدمات ارتباطی و نشر
- جیمیل
- گوگل‌پلاس
- گوگل‌فوتو
- گوگل درایو
- گوگل داکس
- گروه‌های گوگل
- بلاگر
- تقویم گوگل
- پیکاسا
- یوتیوب
- پانورامیو
- گوگل استادیا

## توسعه دهنده‌ها
- گوگل اپ انجین
- گوگل سوییفی
- ابزار وبمستری گوگل

## محصولات مربوط به نقشه
- گوگل مپس
- گوگل استریت ویو
- گوگل ارث
- گوگل مپ میکر
- گوگل مارس
- گوگل مون
- گوگل اسکای
- زایگوت بادی (ZygoteBody - با نام قدیمی: گوگل بادی) – ۳D کالبدشناسی از نمونه بدن انسان.

## ابزارهای آماری
- گوگل واکاو

## سیستم عامل
- اندروید
- سیستم‌عامل گوگل کروم
- پرایم اواس
- گوگل فیوشا

## برنامه‌های دسکتاپ
- ادوردز
- گوگل کروم
- گوگل ارت
- جی‌میل
- پیکاسا
- نوار ابزار گوگل

## برنامه‌های موبایل
- تقویم گوگل
- جی‌میل
- گوگل درایو
- گوگل پلی
- گوگل پلی گیمز
- فیلم‌ها و تلویزیون‌های گوگل پلی
- دکه مطبوعاتی گوگل پلی
- گوگل پلی بوکس
- گوگل پلی میوزیک
- گوگل کیپ
- گوگل هنگ‌آوتس
- گوگل اینباکس
- گوگل مپس
- گوگل گاگلز
- گوگل ناو
- بلاگر
- گوگل پلاس
- گوگل لنز

## سخت‌افزار
- سری گوشی‌های هوشمند گوگل نکسوس (توقف تولید)
- کروم کست
- گوگل گلس
- سری گوشی‌های هوشمند گوگل پیکسل (بعد از نکسوس‌ها)

## پلت‌فرم‌های گوگل
- گوگل پلت‌فرم –
  - گوگل اکانت –
  - اندروید
    - گوگل تی‌وی –
    - گوگل نکسوس –

  - گوگل اپ انجین –
  - گوگل اپز –
  - جدول بزرگ –
  - گوگل بادی –
  - گوگل دارت –
  - حامد اش گ –
  - گوگل فایل سیستم –
  - گوگل موزیک –
  - اوپن‌سشوال –
  - سامانه نام دامنه همگانی گوگل –
  - گوگل والت –

## ابزارهای توسعه
- سرور –
- نگاشت‌کاهش –
- گوگل سوییفی –

## ابزار و سرویس‌های متوقف شده
- گوگل باز
- گوگل تاک
- گوگل ریدر
- اورکات
- آی‌گوگل
- اسکچ‌آپ
- بسته گوگل
- آزمایشگاه گوگل
- نال

## همچنین مشاهده کنید
تاریخچه گوگل
بمباران گوگلی
نشان گوگل
گوگل‌پلکس
داشبورد (اطلاعات مرتبط با حساب کاربری گوگل)